# Partia Kobiet GABRIELA
Partia Kobiet GABRIELA (ang. Women's Party GABRIELA) – filipiński ruch polityczny założony w 1984 roku o profilu feministycznym. Nazwa ugrupowania jest akronimem od angielskiej nazwy ruchu –  General Assembly Binding Women for Reforms, Integrity, Equality, Leadership, and Action.

## Historia
Organizacja została założona przez grupę aktywistek politycznych w kwietniu 1984 roku po tym jak reżim Ferdinanda Marcosa wprowadził dekret zakazujący organizowania demonstracji i wieców politycznych. Pomimo prawnego zakazu grupa 10 000 aktywistek przemaszerowała ulicami Manili w ramach sprzeciwu, wznosząc hasła wzywające do demokratyzacji państwa, wprowadzenia sprawiedliwego podziału dochodu narodowego oraz emancypacji Filipinek. Protest ten był jednym z przykładów wzrastającej świadomości kobiet w tzw. krajach trzeciego świata pod wpływem rozwoju idei postkolonialnego feminizmu.
W 2003 roku GABRIELA z luźnego związku organizacji kobiecych została przemianowana na partię polityczną. 

## Poparcie w wyborach
| Wybory | Poparcie | Zmiana punktów procentowych | Mandaty | Zmiana |
| ------ | -------- | --------------------------- | ------- | ------ |
| 2004   | 3.65%    | –                           | 1       | –      |
| 2007   | 3,89%    | 0,24                        | 2       | 1      |
| 2010   | 3,31%    | 0,58                        | 2       | –      |
| 2013   | 2,6%     | 0,71                        | 2       | –      |
| 2016   | 4,22%    | 1,62                        | 2       | –      |
| 2019   | 1,61%    | 2,61                        | 1       | 1      |
| 2022   | 1,15%    | 0,46                        | 1       | –      |